# オガララ
オガララ（Ogallala）は、アメリカ合衆国ネブラスカ州の都市。キース郡の郡庁所在地である。人口は4,649人（2012年推計）。ネブラスカ準州だった頃、オガララはポニー・エクスプレスや大陸横断鉄道の停車場となった。
オガララ帯水層は、オガララ市にちなんで命名された。

## 地理
オガララは、北緯41度7分44秒 西経101度43分10秒 / 北緯41.12889度 西経101.71944度（41.128806, -101.719460）に位置する。アメリカ合衆国国勢調査局によると、総面積は5.02平方マイル (13.00 km2)で、うち陸地が4.96平方マイル (12.85 km2)で水域が0.06平方マイル (0.16 km2)である。オガララは山岳部標準時（UTC-7、夏時間中はUTC-6）を使用する。マッコーニイ湖という砂浜付きの大きな人造湖が近郊にあり、ボートや水泳が楽しめる州内のレクリエーション地域となっている。

## 歴史
オガララが初めて名声を得たのは、テキサス州からオガララのユニオン・パシフィック鉄道の終着駅までのロングドライブの到着地となったことである。ロングドライブの行路はウェスタン・トレイルまたはグレート・ウェスタン・トレイルとして知られている。ユニオン・パシフィック鉄道がオガララまで延伸したのは1867年5月24日である。市としては1875年まで設計されず、1930年まで法人格を取得していなかった。
1874年から1884年までオガララの共同墓地はブートヒル墓地のみであった。100人以上がそこに埋葬されていたが、当時の永住人口は130人に満たなかったため、重要であった。
市名「オガララ」は、オグララ族に由来する。
ガンマンのルーク・ショートが一時期オガララに居住していたことがある。

## 気候
| オガララの気候            | オガララの気候 | オガララの気候 | オガララの気候 | オガララの気候 | オガララの気候 | オガララの気候 | オガララの気候 | オガララの気候 | オガララの気候 | オガララの気候 | オガララの気候 | オガララの気候 | オガララの気候 |
| 月                        | 1月            | 2月            | 3月            | 4月            | 5月            | 6月            | 7月            | 8月            | 9月            | 10月           | 11月           | 12月           | 年             |
| ------------------------- | -------------- | -------------- | -------------- | -------------- | -------------- | -------------- | -------------- | -------------- | -------------- | -------------- | -------------- | -------------- | -------------- |
| 最高気温記録 °F （°C）    | 74 (23)        | 78 (26)        | 88 (31)        | 95 (35)        | 100 (38)       | 107 (42)       | 111 (44)       | 106 (41)       | 103 (39)       | 94 (34)        | 80 (27)        | 73 (23)        | 111 (44)       |
| 平均最高気温 °F （°C）    | 40 (4)         | 44 (7)         | 53 (12)        | 63 (17)        | 72 (22)        | 83 (28)        | 90 (32)        | 88 (31)        | 79 (26)        | 65 (18)        | 51 (11)        | 40 (4)         | 64 (17.7)      |
| 平均最低気温 °F （°C）    | 15 (−9)        | 18 (−8)        | 25 (−4)        | 34 (1)         | 45 (7)         | 55 (13)        | 61 (16)        | 60 (16)        | 48 (9)         | 35 (2)         | 24 (−4)        | 15 (−9)        | 36.3 (2.5)     |
| 最低気温記録 °F （°C）    | −23 (−31)      | −24 (−31)      | −23 (−31)      | −2 (−19)       | 21 (−6)        | 32 (0)         | 38 (3)         | 37 (3)         | 19 (−7)        | 6 (−14)        | −8 (−22)       | −36 (−38)      | −36 (−38)      |
| 降水量 inch （mm）        | 0.49 (12.4)    | 0.74 (18.8)    | 1.38 (35.1)    | 2.16 (54.9)    | 3.22 (81.8)    | 3.13 (79.5)    | 3.11 (79)      | 2.17 (55.1)    | 1.54 (39.1)    | 1.27 (32.3)    | 0.80 (20.3)    | 0.39 (9.9)     | 20.40 (518.2)  |
| 出典：The Weather Channel |                |                |                |                |                |                |                |                |                |                |                |                |                |

## 人口

### 2010年国勢調査結果
2010年国勢調査の時点で、2,100世帯1,298家族4,737人がオガララ市に居住していた。人口密度は955.0人毎平方マイル (368.7/km2)である。2,397軒の住宅があり、平均住宅密度は483.3毎平方マイル (186.6/km2)である。人種構成は、白人94.6%、アフリカ系アメリカ人0.2%、ネイティブアメリカン0.6%、アジア系0.4%、その他2.2%で、2.0%は混血である。ヒスパニックないしラテン系アメリカ人は7.5%である。
2,100世帯のうち27.5%が18歳以上の子供がおり、48.0%が夫婦で居住、9.6%は世帯主が女性で夫がおらず、4.2%は世帯主が男性で妻がおらず、38.2%は家族なし世帯である。34.1%の世帯が1人のみであり、14.6%は1人暮らしの65歳以上世帯である。平均世帯人員は2.23人、平均家族構成員数は2.85人である。
市民の平均年齢は43.7歳である。18歳未満の人口比は23.6%、18歳から24歳が6.8%、25歳から44歳が21.4%、45歳から64歳が28.3%、20.1%が65歳以上である。男女比は48.8%が男性、51.2%が女性である。

### 2000年国勢調査結果
2000年国勢調査の時点で、2,052世帯1,339家族4,930人がオガララ市に居住していた。人口密度は1,472.4人毎平方マイル (568.5/km2)である。2,314軒の住宅があり、平均住宅密度は691.1毎平方マイル (266.8/km2)である。人種構成は、白人96.45%、アフリカ系アメリカ人0.02%、ネイティブアメリカン0.87%、アジア系0.22%、その他1.68%で、0.75%は混血である。ヒスパニックないしラテン系アメリカ人は4.79%である。
2,052世帯のうち31.5%が18歳以上の子供がおり、53.0%が夫婦で居住、9.5%は世帯主が女性で夫がおらず、34.7%は家族なし世帯である。30.7%の世帯が1人のみであり、14.7%は1人暮らしの65歳以上世帯である。平均世帯人員は2.35人、平均家族構成員数は2.94人である。
市民の平均年齢は39歳である。18歳未満の人口比は26.5%、18歳から24歳が6.7%、25歳から44歳が26.5%、45歳から64歳が21.9%、18.4%が65歳以上である。男女比は48.8%が男性、51.2%が女性である。女性100人に対する男性の人口は89.0人である。18歳以上の女性100人に対する男性の人口は85.0人である。
平均世帯収入は$32,141で平均家族収入は$39,688である。男性の平均収入$27,436に対して、女性は$18,292である。1人当たりの収入は$17,674である。5.0%の家族と総人口の7.8%は貧困線以下の収入であり、うち9.3%は18歳以下、9.1%は65歳以上である。

## 教育

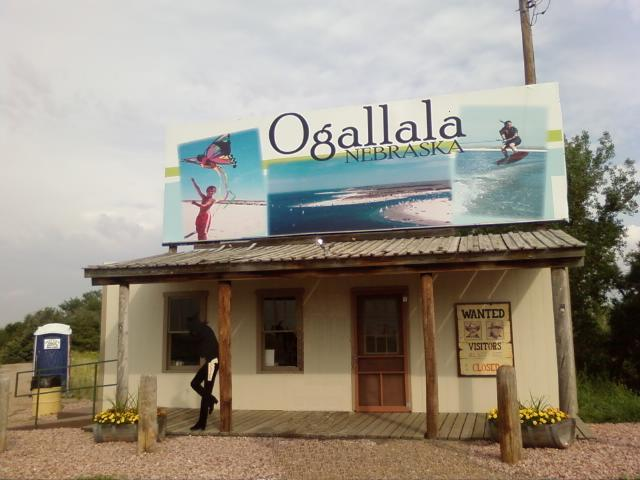
州間高速道路80号線沿いの写真撮影スポット

### 公立学校
オガララの公立学校はオガララパブリックスクールディストリクトに集まっている。
- ハイスクール：オガララ・ハイスクール（第9学年から第12学年）
- ミドルスクール：オガララ・ミドルスクール（第6学年から第8学年）
- エレメンタリースクール：プレーリーヴィユー小学校（Prairie View Elementary School、第3学年から第5学年）、プログレス小学校（Progress Elementary School、第1学年から第2学年）、西第5小学校（West 5th Elementary、幼稚園）

### 私立学校
- セントポールズ・ルター派学校（St. Paul's Lutheran School、5歳児対象）
- セント・ルークス・カトリック学校（St. Luke's Catholic School、5歳児対象）

## メディア

### ラジオ
- KOGA (AM)（930 AM）：MOR
- KOGA-FM （99.7 FM）：クラシック・ロック
- KMCX（106.5 FM）：ホットカントリー

### 新聞
- キース郡ニュース（Keith County News、隔週刊）